# Michał Selerowski
Michał Selerowski (ur. 18 kwietnia 1982 w Zambrowie) – polski rzeźbiarz i witrażysta.

## Życiorys
W 2003 ukończył Liceum Plastyczne im. Wojciecha Kossaka w Łomży. Już w 2001 roku zdobył pierwszą nagrodę w konkursie na logo „Liceum plastycznego” w Łomży (obecnie używane). Studiował w latach 2002–2007 na Wydziale Rzeźby Akademii Sztuk Pięknych w Warszawie w pracowni prof. Antoniego Janusza Pastwy, uzyskując tytuł magistra sztuki z wynikiem bardzo dobrym. Jeszcze w czasie studiów w roku 2005 wziął udział w ogólnopolskim konkursie na projekt założenia rzeźbiarskiego na warszawskie „Centrum Praha” uzyskując drugą nagrodę. W roku 2006 przebywał we Włoszech na stypendium programu „Socrates Erasmus” w „Academia di Belle Arti di Carrara” doskonaląc umiejętność rzeźby w marmurze. W roku 2007 otrzymał nominację na „Człowieka Sukcesu 2007” w dziedzinie kultury w VII plebiscycie „Kontaktów” i Wyższej Szkoły Agrobiznesu w Łomży. W roku 2011 otrzymał nagrodę burmistrza miasta Zambrów „Złoty Żubr” w kategorii „Twórczość i upowszechnianie kultury”. Obecnie jest nauczycielem w Ogólnokształcącej Szkole Sztuk Pięknych w Ciechanowcu. Oprócz rzeźby zajmuje się też rysunkiem i malarstwem witrażowym. Mieszka w Zambrowie.
Autor między innymi:
- pomnika Hanki Bielickiej na ulicy Farnej w Łomży (2007),
- pomnika Gustawa Holoubka w Międzyzdrojach (2008),[3]
- tablicy pamiątkowej Krzysztofa Komedy Trzcińskiego na gmachu NBP przy ul. Marcinkowskiego w Poznaniu (2008),
- pomnika Jana Machulskiego (w roli Henryka Kwinto) w Międzyzdrojach (2009),[4]
- pomnika Doktora Józefa Psarskiego na skwerze jego imienia przy ulicy Kościuszki w Ostrołęce (2010),
- pomnika Oficera Wojska Polskiego XX-lecia Międzywojennego w Zambrowie (2010),
- pomnika Krzysztofa Kolbergera w Międzyzdrojach (2011).[5]

Ponadto zaprojektował i zrealizował witraże (malarstwo na szkle) dla XIX-wiecznego kościoła parafialnego pod wezwaniem św. Anny w miejscowości Kozioł koło Kolna w województwie podlaskim.

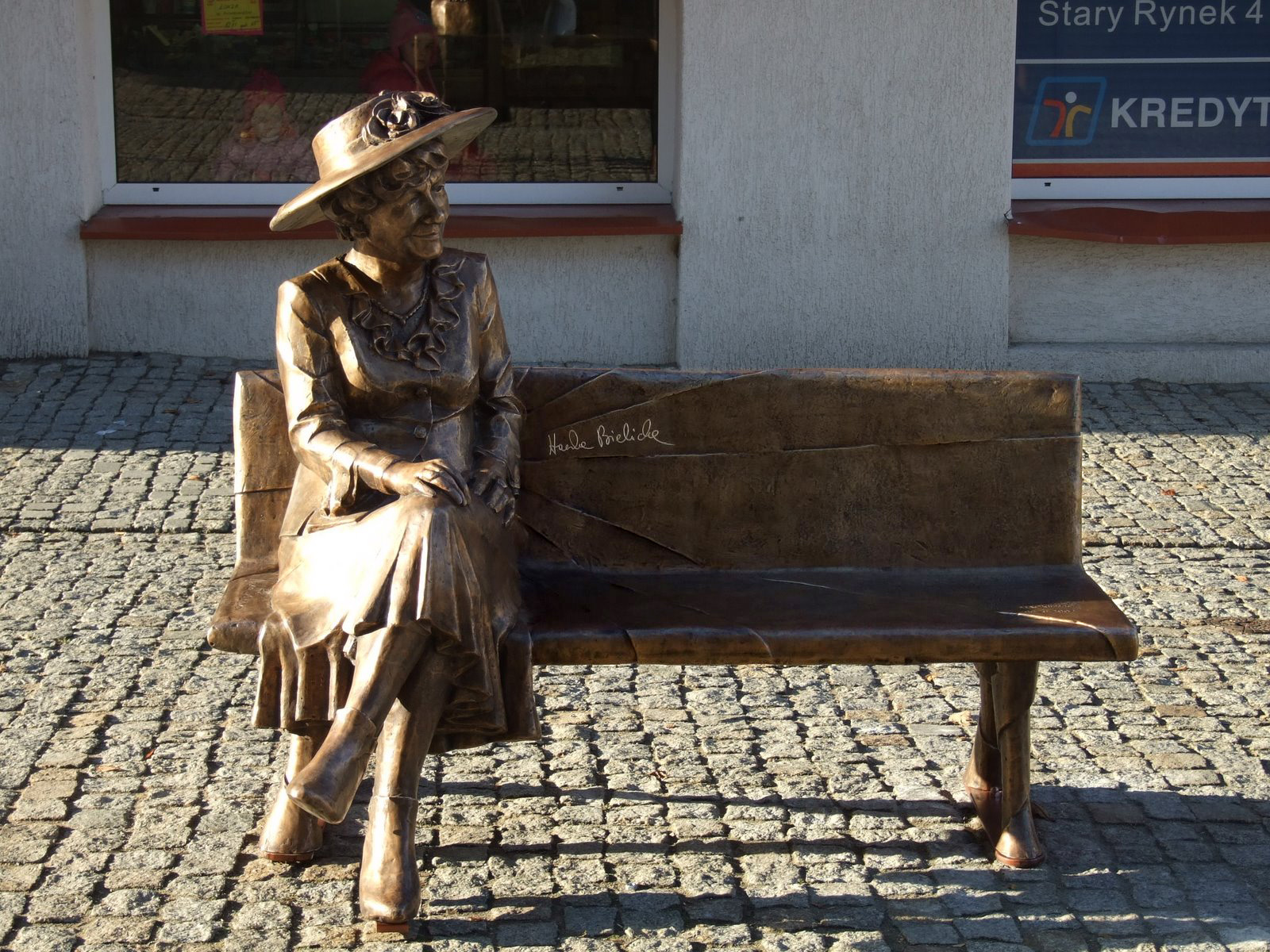
Pomnik Hanki Bielickiej na ulicy Farnej w Łomży
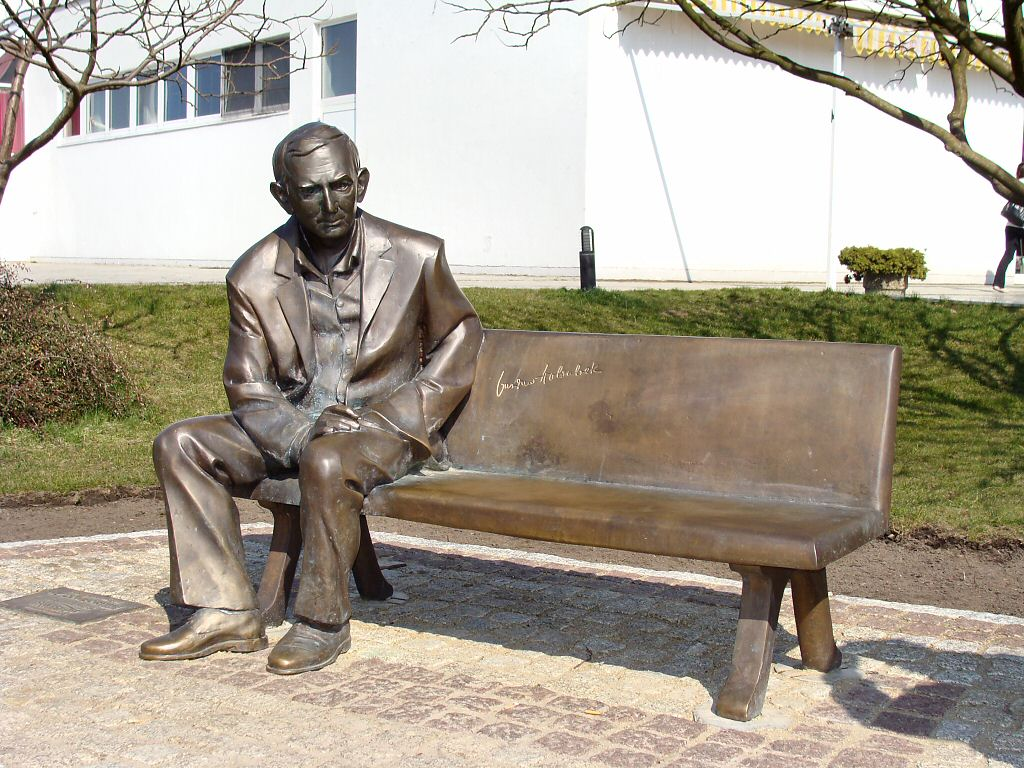
Pomnik Gustawa Holoubka w Międzyzdrojach
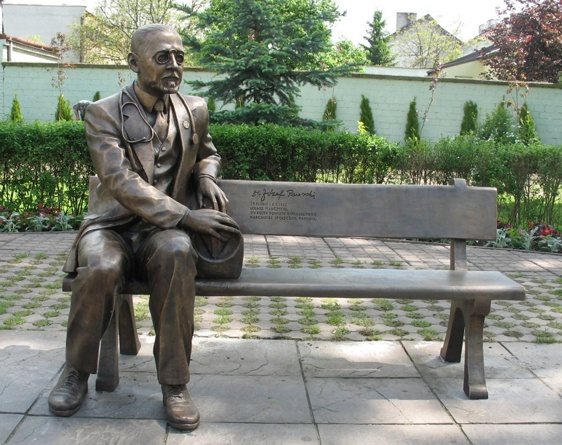
Pomnik dr Józefa Psarskiego w Ostrołęce
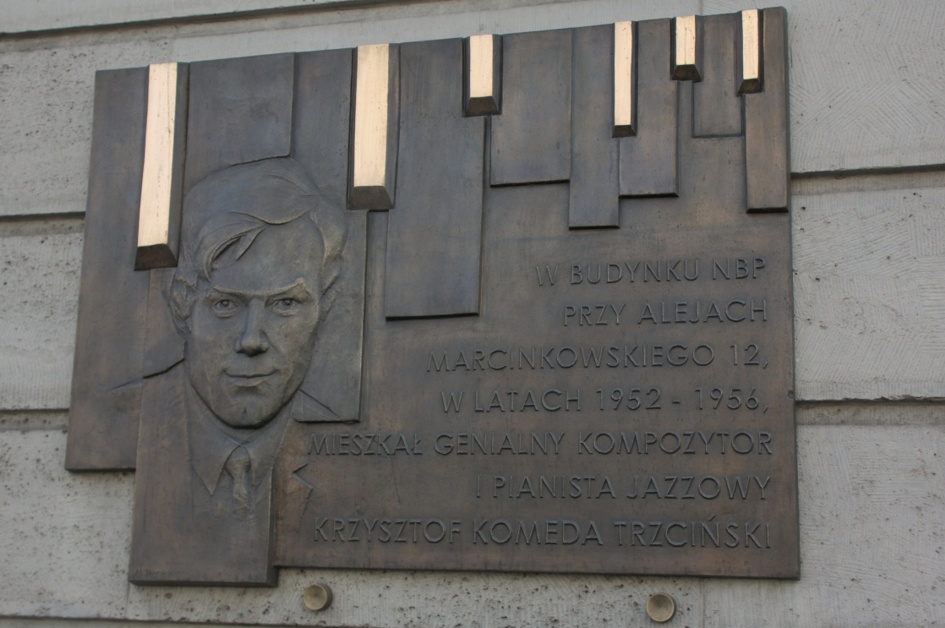
Tablica pamiątkowa Krzysztofa Komedy Trzcińskiego w Poznaniu
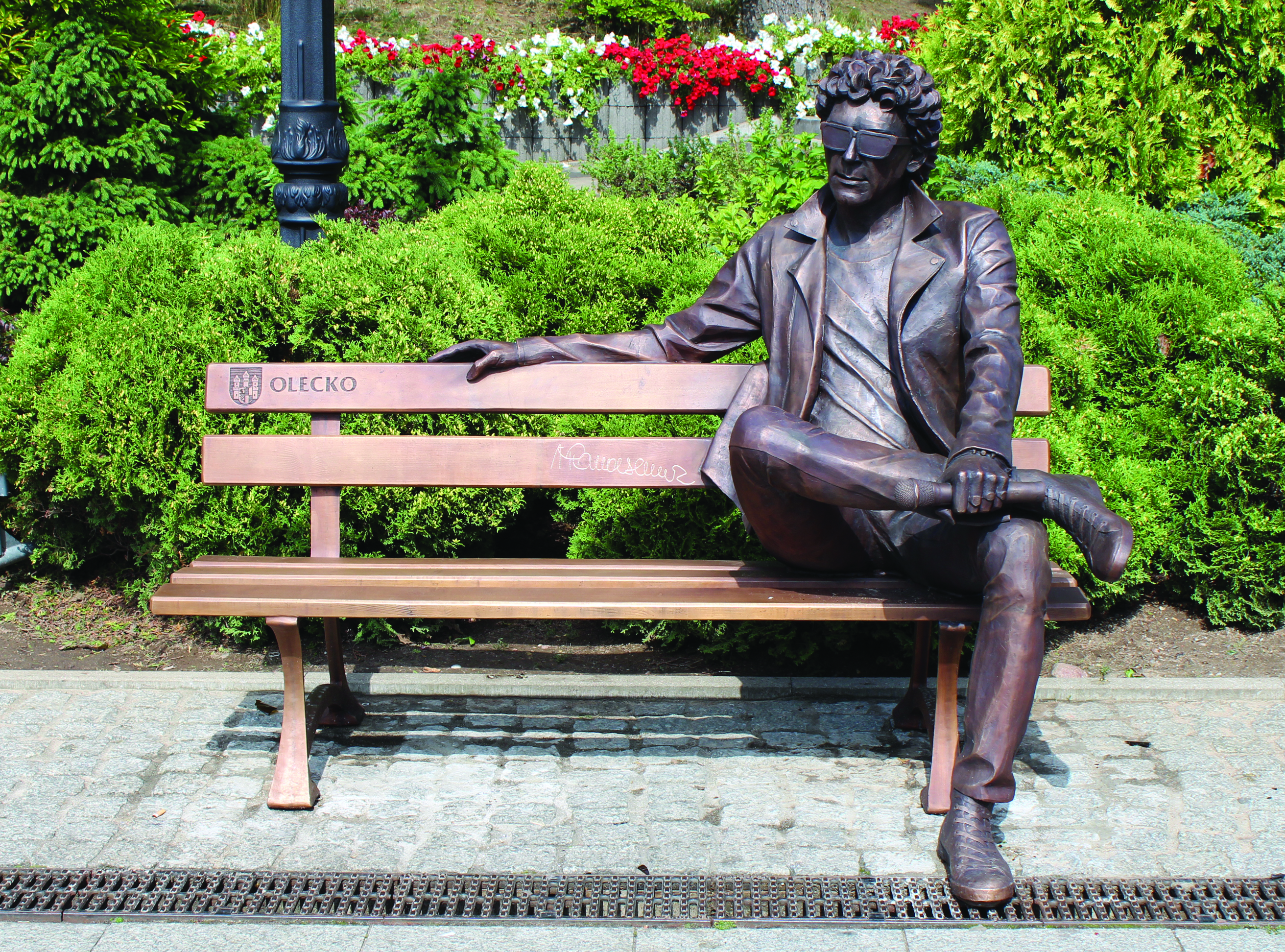
Ławeczka Janusza Panasewicza w Olecku 2018r.

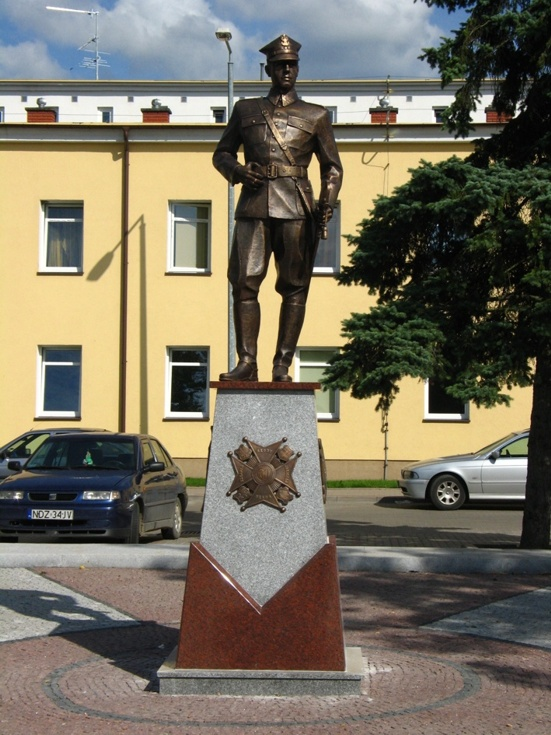
Pomnik Oficera Wojska Polskiego XX-lecia Międzywojennego w Zambrowie
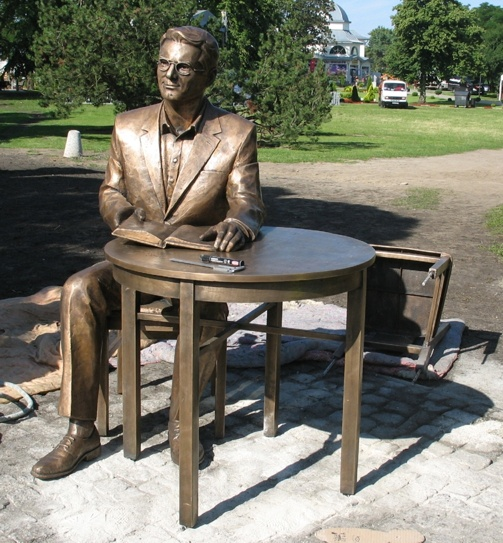
Pomnik Krzysztofa Kolbergera w Międzyzdrojach
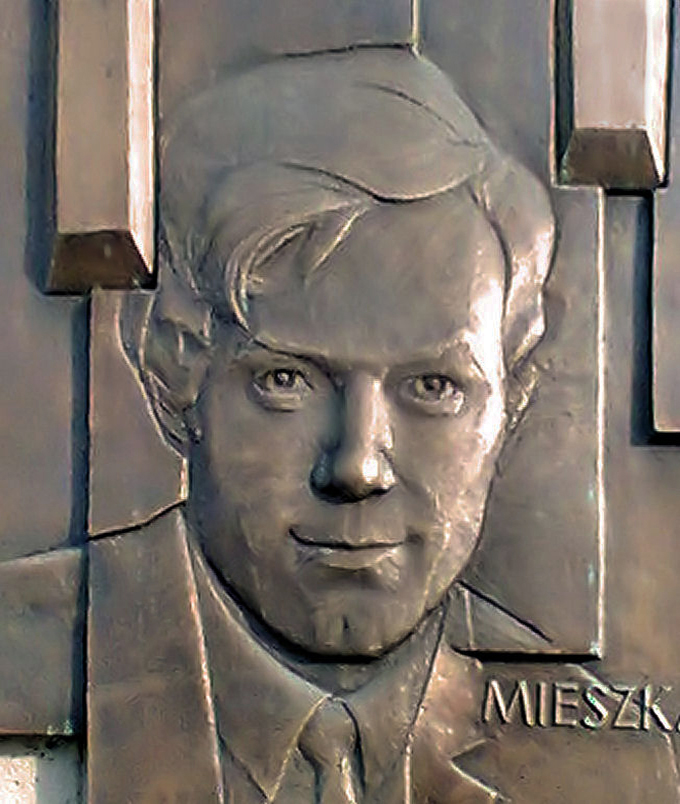
Portret Krzysztofa Komedy z tablicy w Poznaniu
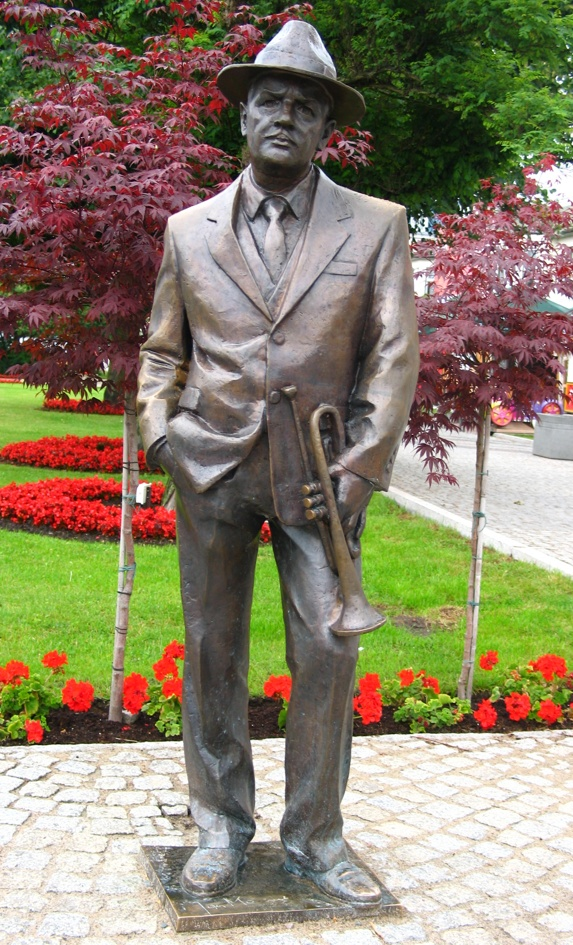
Pomnik Jana Machulskiego w Międzyzdrojach